# Joaquim Arena
Joaquim Arena (Ilha de São Vicente, Cabo Verde, 1964) é um escritor luso-cabo-verdiano.

## Biografia
Filho de pai português e mãe cabo-verdiana, aos seis anos emigra para Portugal com a família. Licencia-se em Direito e dedica-se à música e ao jornalismo. Dirigiu a revista África hoje de temática lusófona.
Em 1998, fundou o semanário O Cidadão, em Mindelo, foi também conselheiro cultural da Alliance Française e exerceu também advocacia oficiosa para o Ministério da Justiça.
De 2017 a 2021, foi Conselheiro Cultural do Presidente de Cabo Verde, Jorge Carlos Fonseca. Na cidade da Praia, organizou colóquios literários e conferências, com a participação de várias figuras do mundo da política e do jornalismo, como Francisco Louçã, Rui Moreira, Clara Ferreira Alves, Pedro Mexia, Francisco José Viegas, José Jorge Letria e Olinda Beja.
A verdade de Chindo Luz (2006) conta a história de uma família caboverdiana que se assenta nos  bairros da zona oriental de Lisboa dos anos setenta do século XX.
Debaixo da Nossa Pele (2017) um ensaio-reportagem – ficção, relato de viagem, autobiografia, história-  sobre os descendentes dos escravos africanos nos campos de arroz do Vale do Sado, desde o século XVIII, e a presença de africanos no continente europeu, desde o século XVIII. Também uma viagem pela história da comunidade cabo-verdiana nos Estados Unidos e Portugal.
Siríaco e Mister Charles (2022) conta a história de amizade, que decorre na Ilha de Santiago, em Cabo Verde, no final do século XVIII e início de XIX, entre o jovem naturalista Charles Darwin e Siríaco, um velho negro, ex-escravo, que sofre de vitiligo.

## Livros
- A verdade de Chindo Luz (2006). Oficina do Livro. 246 págs. ISBN 9789895551903. Romance.
  - La verdad sobre Chindo Luz (2008). Tenerife: Baile del Sol. 214 págs. ISBN 9788496687929.
- Para Onde Voam as Tartarugas (2010). Caminho. 376 págs. ISBN 978-9722121132. Romance.
- Debaixo da Nossa Pele. Uma viagem (2017). Imprensa Nacional Casa da Moeda. ISBN 978-9722725842. Em 2022 o libro foi escollido pela DGLAB, Ministério da Cultura e a Embaixada de Portugal em Pequín, para ser traduzido e publicado na China.
  - Under Our Skin, a Voyage (2023). Unnamed Press (Los Angeles- USA). Foi eleito, pela revista online Words Without Borders, como um dos melhores livros traduzidos, publicados nos Estados Unidos, no ano de 2023.
- Siríaco e Mister Charles (2022). Quetzal Editores. 272 págs. ISBN 9789897228261. Romance. No final de 2024, o livro Siríaco e Mister Charles será publicado no Brasil, e em 2025, em Itália e na Sérvia.
- O Sabor da Água da Chuva e Outras Memórias da Amiga Perfeita (2023). 329 págs. Imprensa Nacional Casa da Moeda. ISBN 978-972-27-3125-6. Romance.

## Prémios
- Prémio Literário Arnaldo França, 2022, (INCM e INCV), com o romance epistolar O Sabor da Água da Chuva e Outras memórias da Amiga Perfeita.[6]
- Siríaco e Mister Charles foi Prémio Oceanos de Literatura 2023, Prosa, no Brasil, após uma selecção de 159 júris e de entre 1466 livros em competição.[7]